# Mali (prefektura)
Mali – prefektura w północnej części Gwinei, w regionie Labé. Zajmuje powierzchnię 8802 km². W 1996 roku liczyła ok. 204 tys. mieszkańców. Siedzibą administracyjną prefektury jest miejscowość Mali.